# TJ Linnard
Thomas Justin Linnard, né le 29 mai 1984 à Hidalgo (Texas), est un acteur américain. Il est connu pour son rôle d'Evan Speck dans la série télévisée Good Trouble.

## Filmographie

### Cinéma
- 2007 : La vie devant ses yeux : Un étudiant
- 2010 : Rocksteady : Jackson

### Télévision
- 2006 : Haine et passion : Jeffrey O'Neill (jeune)
- 2012 : Boardwalk Empire : Vétéran de la Première Guerre mondiale / Barman
- 2012 : Les experts: Manhattan : Eli Walsh
- 2014 : Looking : CJ (3 épisodes)
- 2014 : Justified : TC Fleming
- 2014 : Resurrection : Michael Kirk / William Kirk (3 épisodes)
- 2015 : Code Black : Brian Wellborn
- 2015 : Minority Report : Fetts
- 2016 : NCIS: Enquêtes spéciales : Logan Chase
- 2017 : Rosewood : Vince Hanna (3 épisodes)
- 2017 : Stitchers : Sam Underhill
- 2017 : Hashtag Awareness: The Webseries : Ian / Dan (2 épisodes)
- 2018 : 9-1-1 : Russ (2 épisodes)
- 2019 : Proven Innocent : David Wyatt
- 2019 : What/If : Doug Hamm (2 épisodes)
- 2019-2021 : Good Trouble : Evan Speck (28 épisodes)
- 2020 : NCIS: Los Angeles : Officier spécial de première classe Adam Barr